# Passport (band)
 For alternative betydninger, se Passport (flertydig). (Se også artikler, som begynder med Passport)
Passport var en dansk rockgruppe og direkte forløber for Shu-bi-dua. Gruppen bestod i 1971 af Michael Hardinger (vokal og guitar), Paul Meyendorff (guitar), Bosse Hall Christensen (trommer) og Niels Grønbech (bas). Passport udsendte i starten af 1973 singlen "Tomorrow/Everything's Wrong" på den danske afdeling af pladeselskabet BASF. "Tomorrow" blev beskrevet som et "engelsk up-tempo rock'n'roll-nummer, og det nåede ind på hitlisterne i to uger ved, at gruppen fik deres venner og familie til at sende postkort ind til radioen for at stemme på sangen, som var den måde, hitlisten fungerede på dette tidspunkt. Singlen flyttede dog ikke noget videre for bandet.
Hardinger havde mødt Michael Bundesen i 1972 via deres fritidsjobs i Danmarks Radio. Bundesen havde sammen med sin ven Jens Tage Nielsen skrevet en dansk tekst til Elvis Presleys sang "Jailhouse Rock", som de havde kaldt "Fed Rock". Da de fik at vide, at den kunne bruges til programmet Åbent Hus, som indeholdt forskellige former for satire, kom Bundesen og Nielsen med i Passport for at indspille den. Efter at sangen blev spillet i radioen modtog de masser af henvendelser fra lyttere, som havde hørt den. De fik arrangeret en professionel indspilning af nummeret.
Passport spillede især meget i Jylland, hvor de opførte numre af Manassas, The Eagles, Steve Miller, Alice Cooper, Bob Seger, Allman Brothers, Poco og The Flying Burrito Brothers. De spillede bl.a. i Box 72, der var det senere Motown. Gruppen nåede også at være opvarmning for Sweet, da de spillede i Tivoli.
Passport havde ment, at deres gennembrud ville komme på engelsk, så da de for sjov indsendte "Fed rock" til satireprogrammet Åbent Hus, fandt de på navnet Shu-bi-dua efter koret på nummeret, der lyder "Shubidua, shubidua", inspireret af gruppen Sha Na Na. Under det nye navn udsendte de singlen "Fed rock"/"Tynd blues". Herefter udsendte gruppen singlen "Change of the Guard/Highway of Living" igen som Passport, men denne gang med Bundesen og Nielsen som medlemmer.
"Fed rock" endte med at komme på Dansktop-hitlisten, og da gruppen havde større succes som "Shu-bi-dua" blev navnet Passport droppet.

## Diskografi
- "Tomorrow"/"Everything's Wrong" (1973)
- "Change Of The Guard"/"Highway Of Living " (1973)